# Зарницы (Белгородская область)
Зарницы — хутор в Прохоровском районе Белгородской области России. В составе Холоднянского сельского поселения.

## История
В 1968 г. указом президиума ВС РСФСР хутор Коростовка переименован в Зарницы.
Изначально название хутора звучало как Коростовый. Он был образован крестьянами села Заячье в середине XIX века. По данным переписи 1862 года на хуторе размещалось 4 двора. В 1886 году в «Сборнике статистических сведений по Корочанскому уезду» имеется запись, что хутор Коростовка входит в Радьковкую волость и имеет 20 дворов и 103 жителя, к 1902 году хутор разросся до 22 домохозяйств. С года название преобразовалось в Коростовку. Такое название могло пойти из-за название болезни - коросты, которой болела часть поголовья лошадей. Больных животных отделяли от основного табуна и содержали в специально отведенном месте, которое со временем приобрело название - Коростовое.
В 1968 году, Указом Президиума ВС РСФСР от 29 января  №745/3 «О переименовании некоторых населенных пунктов Белгородской области» переименован х. Коростовка – в х. Зарницы.
Название было предложено жителями хутора, поскольку населенный пункт находится на возвышении и первые лучи солнца озаряют его полностью.
Первая школа на хуторе появилась после революции, обучение было четырехлетним.
С приходом коллективизации, в 1930 году образовался колхоз  «Новая жизнь». После многочисленных объединений и преобразований, хутор в 1955 году вошел в состав укрупненного колхоза им. Булганина, который 6 ноября 1957 года переименован в колхоз «Знамя коммунизма».
В 1930-м году на хуторе проживало 255 жителей, а хутор входил в административное управление Донецкого сельского совета Скороднянского района, позднее перешел в Холоднянский сельсовет Скороднянского района, позднее Прохоровского района.
В 1979 году на хуторе проживало всего 23 жителя, а в 1989 - осталось 7.
В 1960-х годах работали магазин и клуб.

## Население
| 2002 | 2010 |
| ---- | ---- |
| 22   | ↘13  |